# Kia Stonic
Kia Stonic — компактный кроссовер корейского производителя автомобилей Kia Motors.

## Описание
Впервые автомобиль Kia Stonic был представлен во Франкфурте-на-Майне 20 июня 2017 года. 13 июля 2017 года автомобиль был представлен в Южной Корее. Серийно модель производится с четвёртого квартала 2017 года. В Китае автомобиль получил индекс Kia KX1.
В сентябре 2020 года производство автомобилей Kia Stonic в Южной Корее было завершено. С ноября 2021 года автомобиль производится в Пакистане.

## Галерея

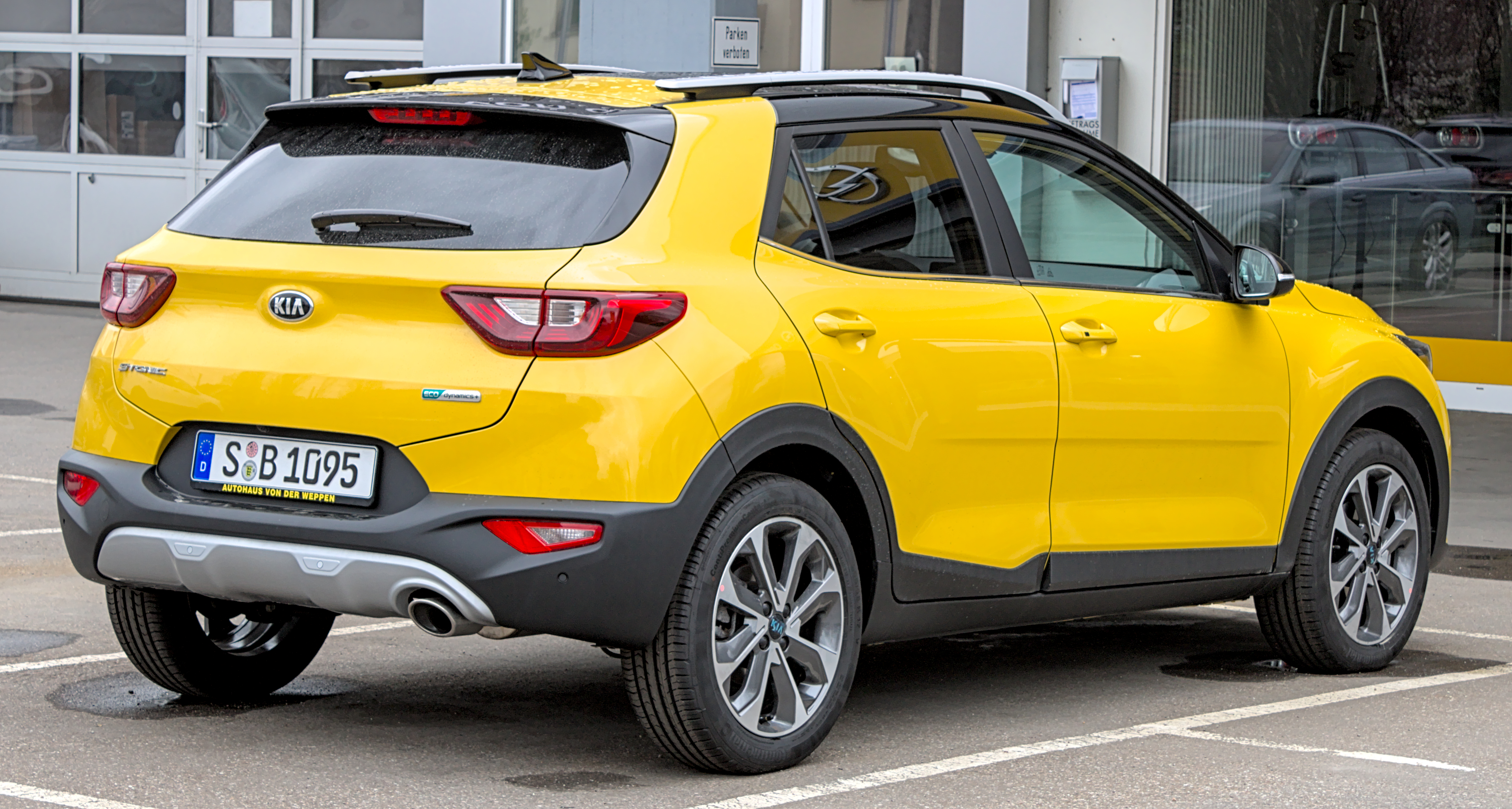
Kia Stonic (вид сзади)
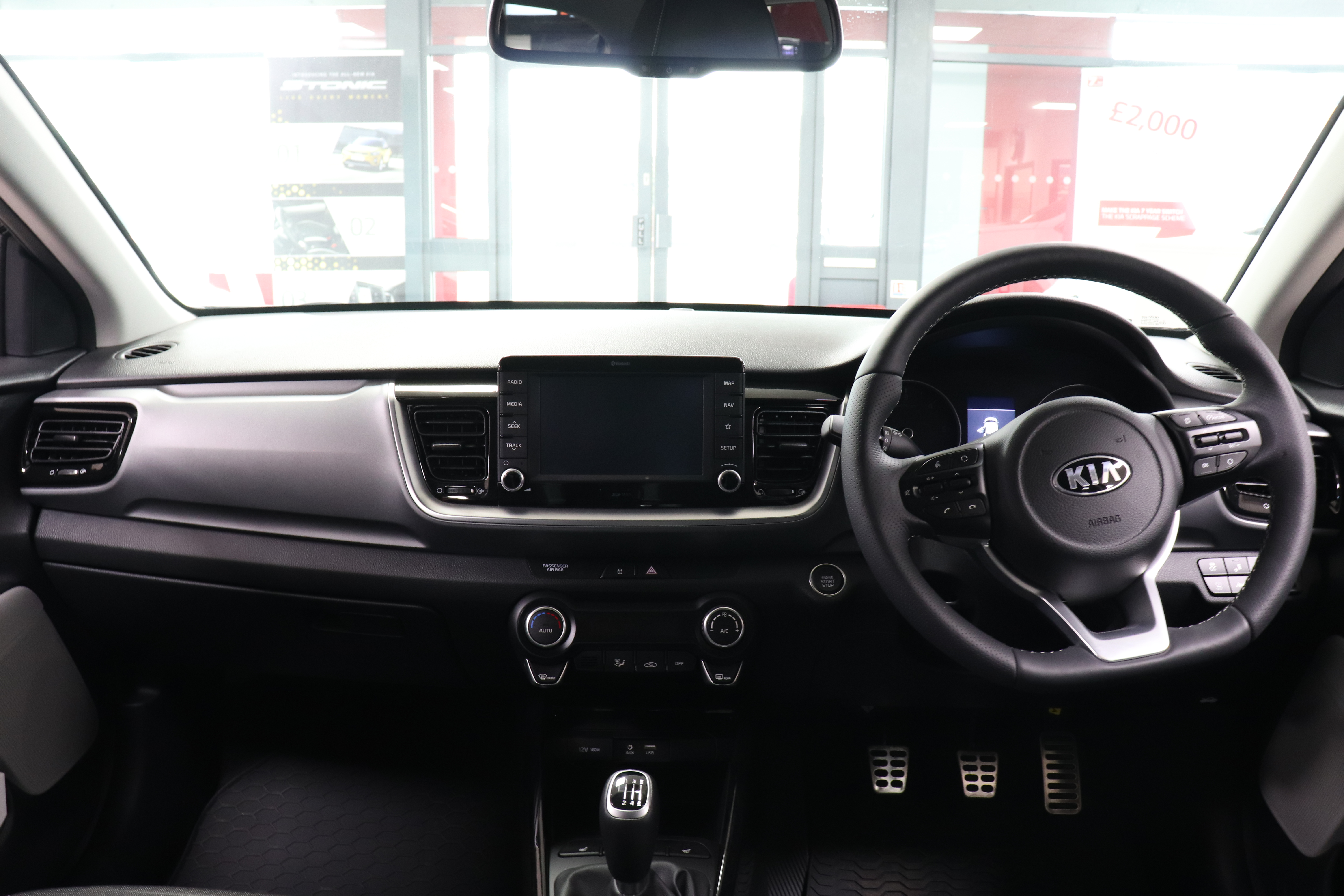
Место водителя
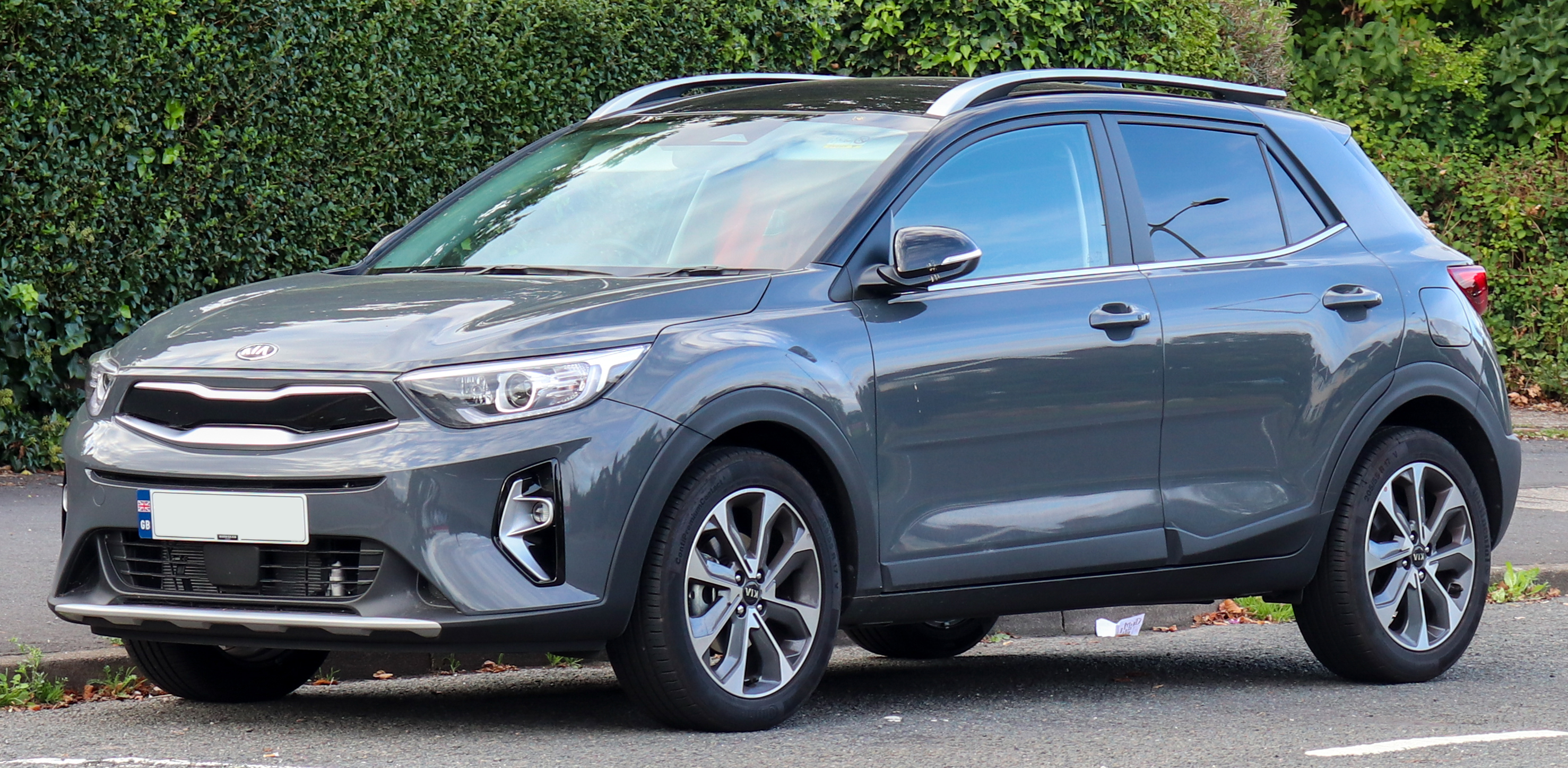
Фейслифтинг Kia Stonic
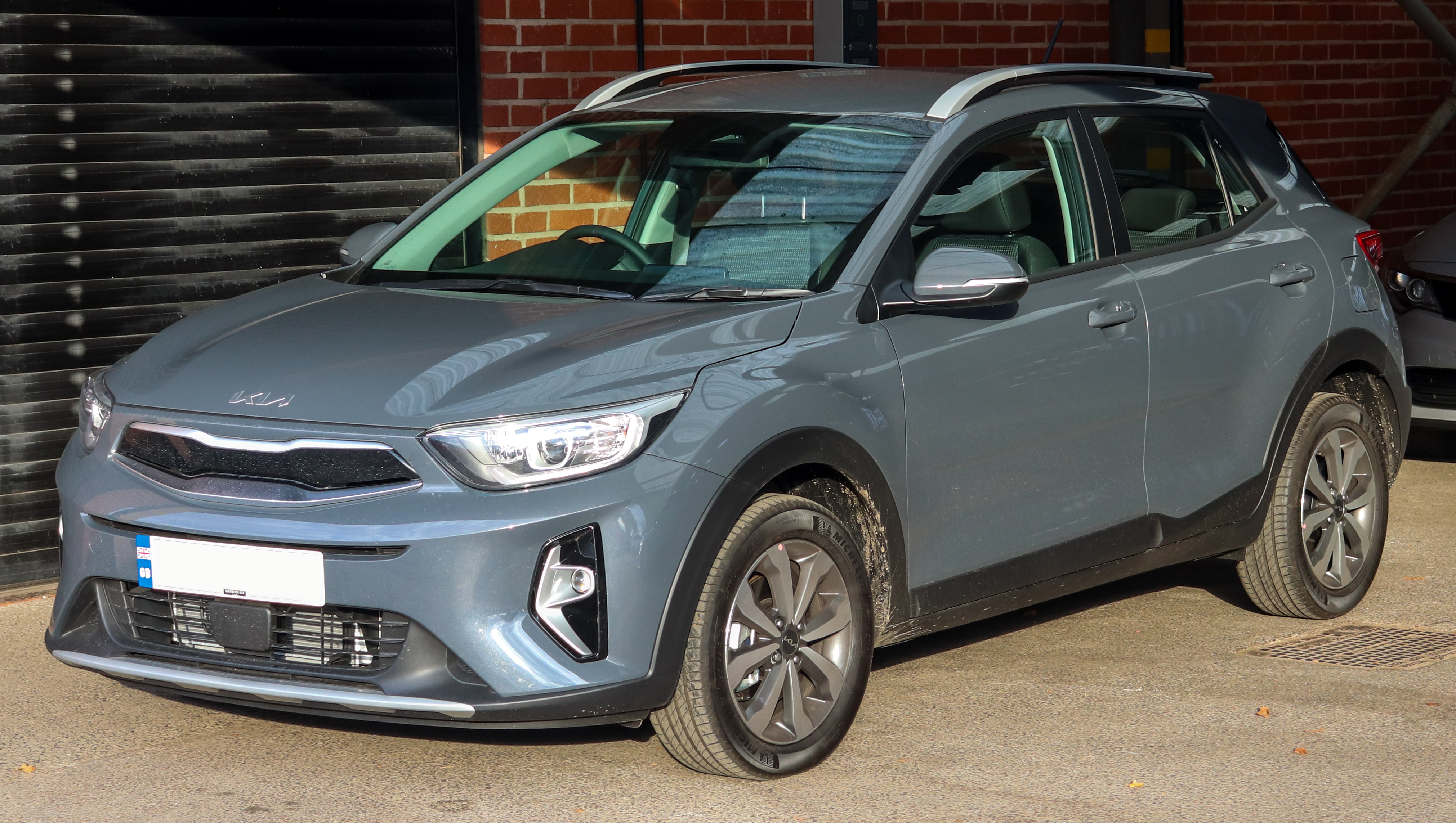
Kia Stonic с современным логотипом Kia Motors
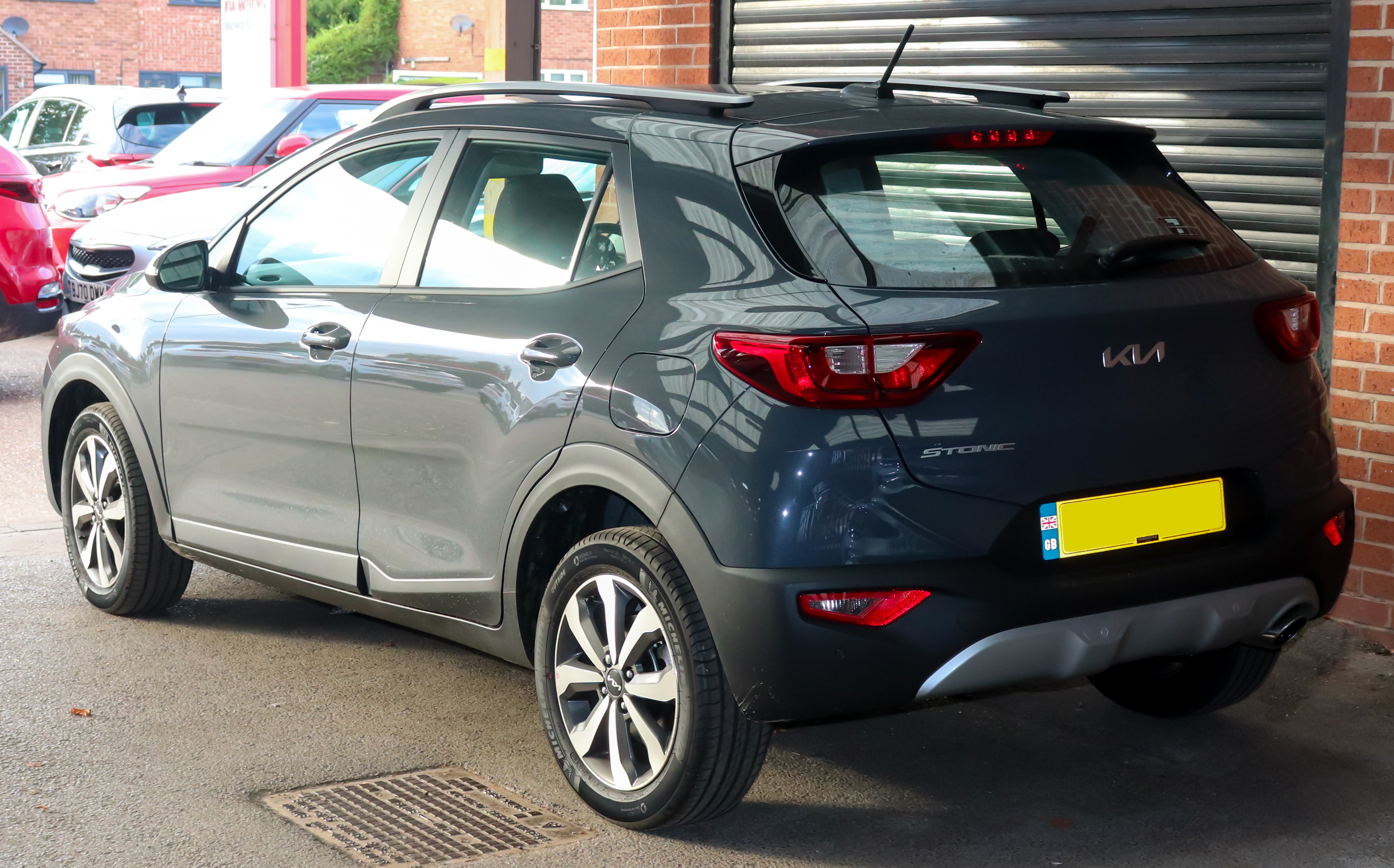
Вид сзади
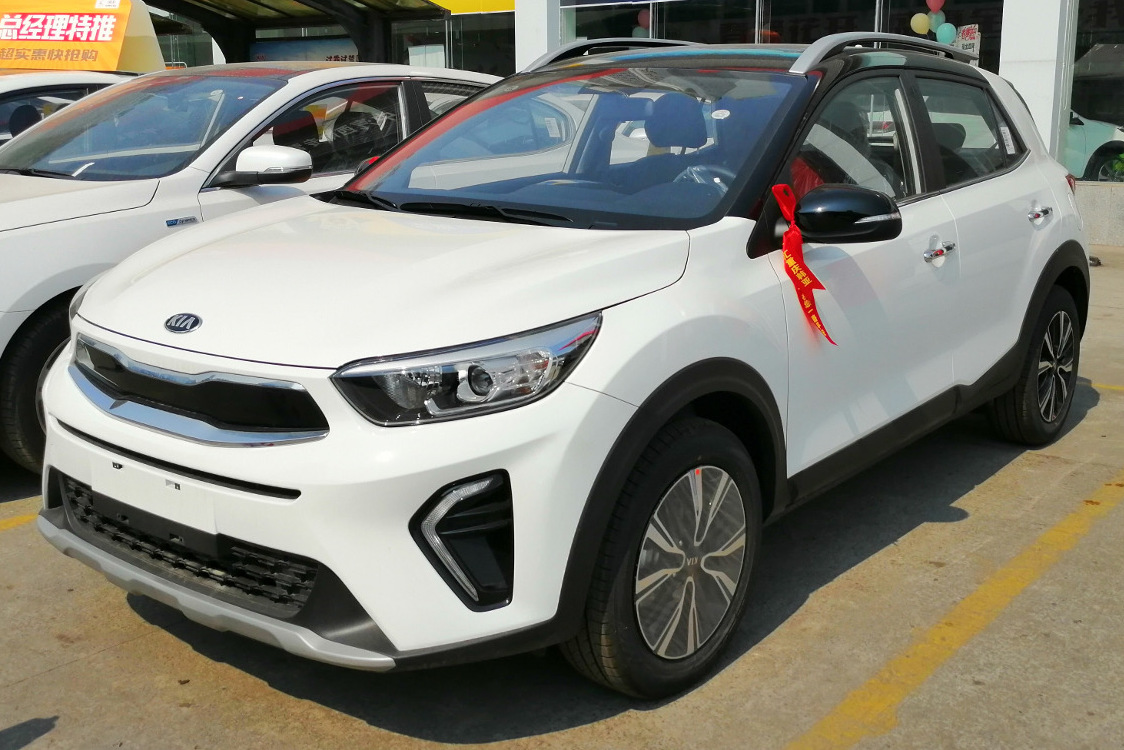
Kia KX1
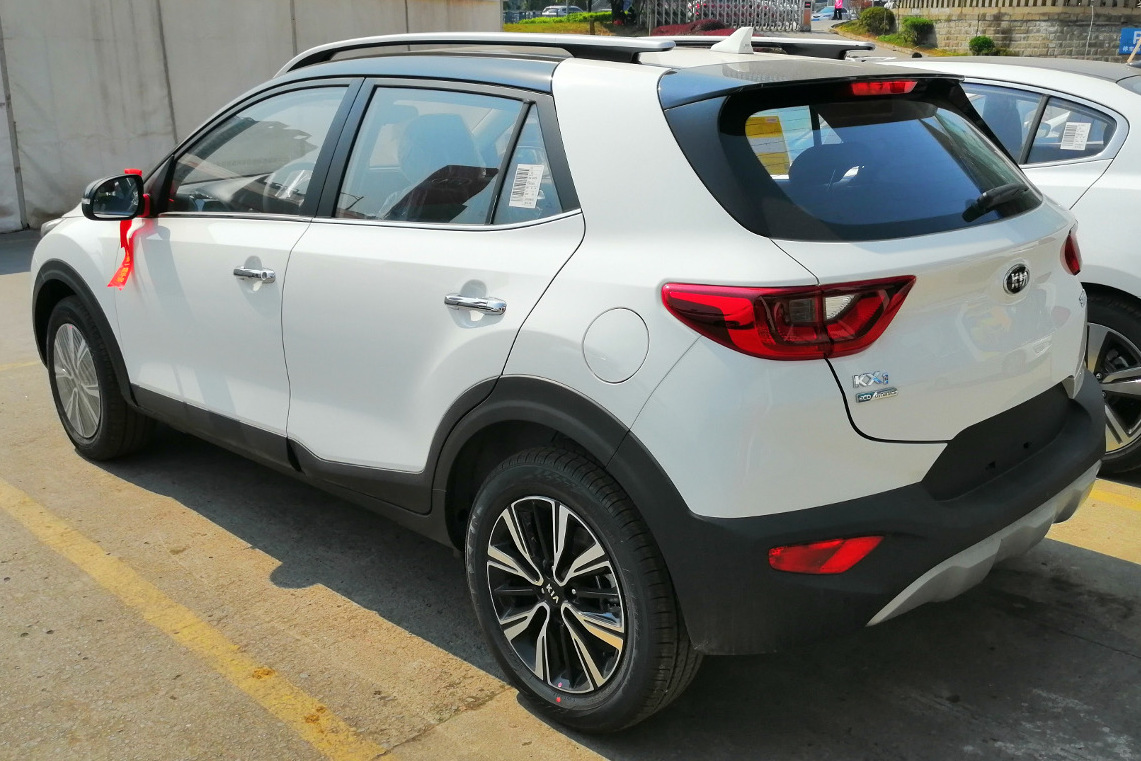
Kia KX1
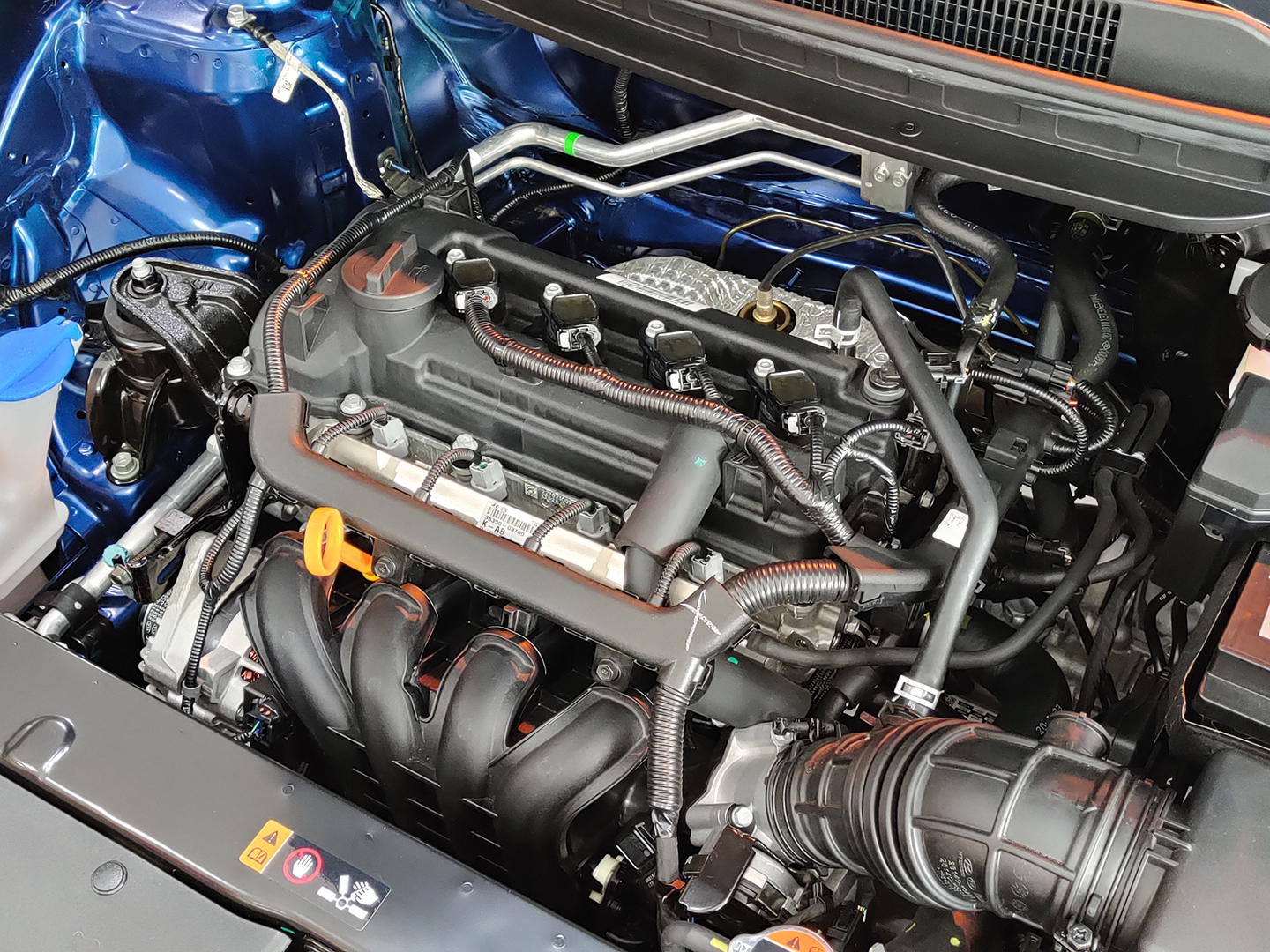
Двигатель автомобиля
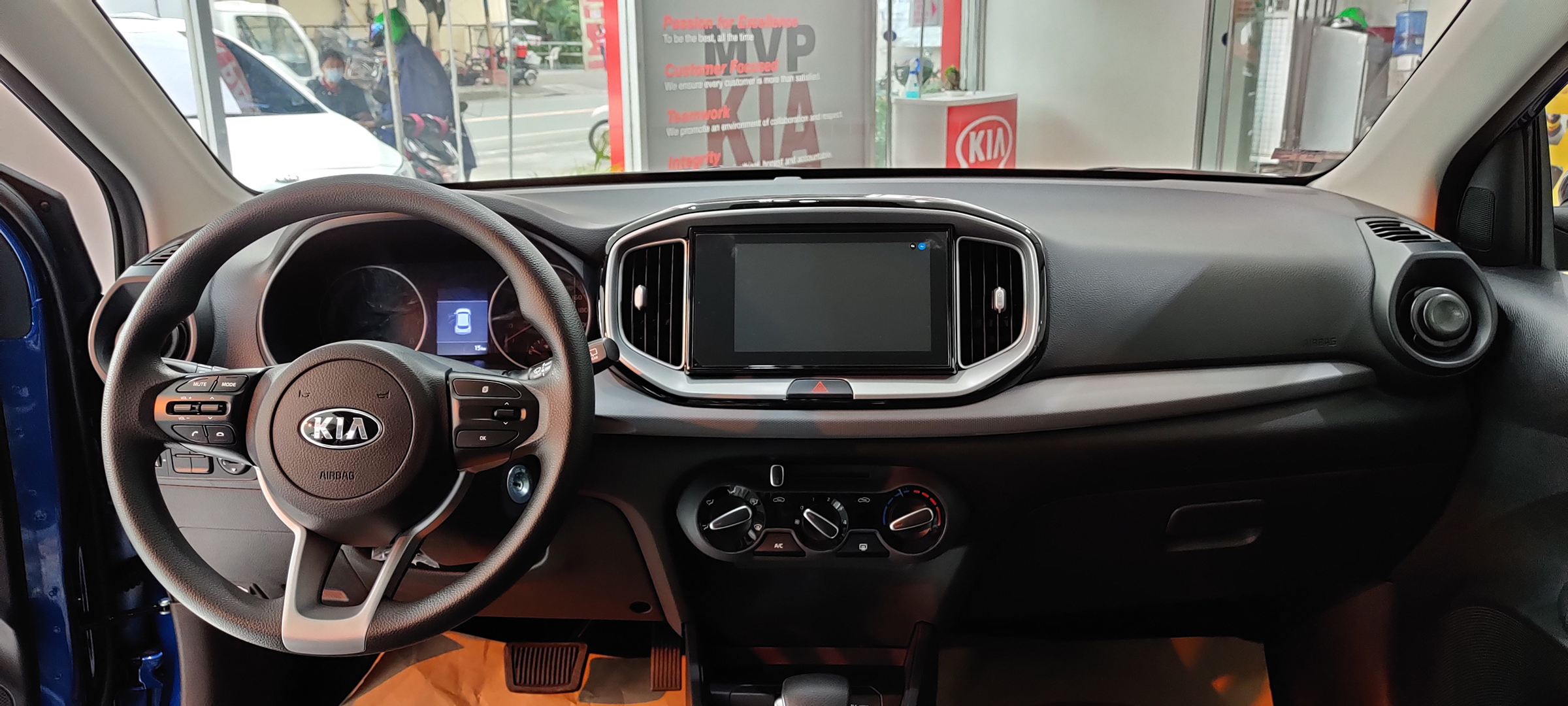
Место водителя